# Burmoniscus ocellatus
Burmoniscus ocellatus är en kräftdjursart som först beskrevs av Karl Wilhelm Verhoeff 1928.  Burmoniscus ocellatus ingår i släktet Burmoniscus och familjen Philosciidae. Inga underarter finns listade i Catalogue of Life.